# Piquero

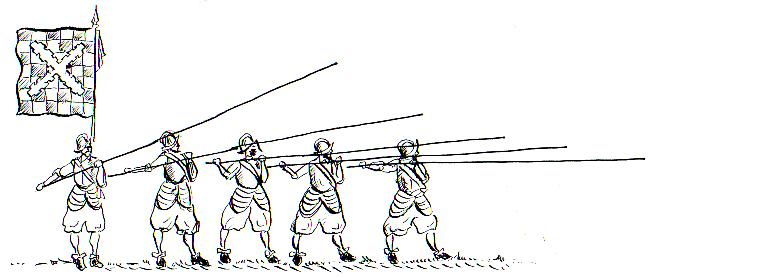
Disposición de los piqueros en un tercio.

Los piqueros eran una clase de soldados que iban armados sólo con una lanza larga (pica). Eran muy eficaces contra la carga de caballería, ya que con sus enormes picas podían atravesar las armaduras de los caballos a la distancia suficiente para no ser alcanzados por estos. No tenían más armadura que una pequeña cota de malla de metal, además del casco.
Los piqueros se utilizaban preferentemente para contener los ataques enemigos en forma de carga y para ganar tiempo en caso de huida, y aunque podían frenar cualquier ataque, eran muy débiles contra los arqueros y ballesteros, ya que no poseían ningún escudo ni otros medios de defensa. Del mismo modo, las picas solían estar hechas de una madera muy resistente para evitar que se quebraran en plena carga enemiga.
El ejército macedonio, al mando de Alejandro Magno, inventó una formación para que los ataques de flechas no fueran tan efectivos, que consistía en colocar las lanzas a 65 grados en dirección a las flechas de modo que, cuando agitaban las lanzas suavemente, las flechas que bajaban golpearan con sus enormes lanzas y cayeran sin causar daños, aunque en realidad solo se desviaban un 20% de las flechas enemigas.[cita requerida]